# 1258
Évszázadok: 12. század – 13. század – 14. század
Évtizedek: 1200-as évek – 1210-es évek – 1220-as évek – 1230-as évek – 1240-es évek – 1250-es évek – 1260-as évek – 1270-es évek – 1280-as évek – 1290-es évek – 1300-as évek
Évek: 1253 – 1254 – 1255 – 1256 –  1257 – 1258 – 1259 – 1260 – 1261 – 1262 – 1263

## Események

### Határozott dátumú események
- február 10. – Hülegü mongol kán serege elfoglalja a milliós nagyvárost, Bagdadot, az akkori iszlám világ kulturális központját. (Az Abbászida Kalifátus bukása és a bagdadi kalifa meggyilkolása után a várost porig égetik és 800 000 embert mészárolnak le.)[1][2]
- augusztus 10. – Konradint, I. Konrád fiát nagybátyja, Manfréd szicíliai király megfosztja trónjától, és királlyá koronáztatja magát Palermóban. (Manfréd 1266-ig uralkodik.)
- december 1. – VIII. Mikhaél bizánci császár trónra lépése. (1261-ben visszafoglalja Konstantinápolyt, ahol másodszor is megkoronázzák. Mikhaél 1282-ig uralkodik.)

### Határozatlan dátumú események
- augusztus – IV. Ióannész bizánci császár trónra lépése. (Még december 1-jén megfosztják trónjától.)
- az év folyamán –
  - Lázadás tör ki Stájerországban IV. Béla ellen, melyet a magyarok levernek, a király fiát, Istvánt nevezi ki tartományi kormányzóvá.[3]
  - Llywelyn Wales hercegévé nyilvánítja magát. (Ő az utolsó független walesi uralkodó az angol hódítás előtt.)
  - A bárók kényszerítik III. Henrik angol királyt az oxfordi províziók elfogadására. (Ezzel a tényleges hatalom egy 15 tagú bárói tanács kezébe kerül, mely az abszolút monarchia végét jelenti. A bárók uralma ellen azonban rövidesen országos lázadás tör ki.)[4]

## Születések
- I. Oszmán az Oszmán Birodalom alapítója és első uralkodója († 1326)
- IV. Sancho kasztíliai király († 1295).

## Halálozások
- január – I. Ménhárd Gorizia és Tirol grófja
- február 20. – al-Musztaszim az utolsó abbaszida kalifa (* 1213)
- augusztus – II. Theodórosz nikaiai császár (* 1221)

## Európai időjárás
Egész nyáron hideg esők, a szőlő nem érett be, ez összeköthető a Szamalasz tűzhányó  kitörésével 1257-ben.